# Alexander Tamanjan

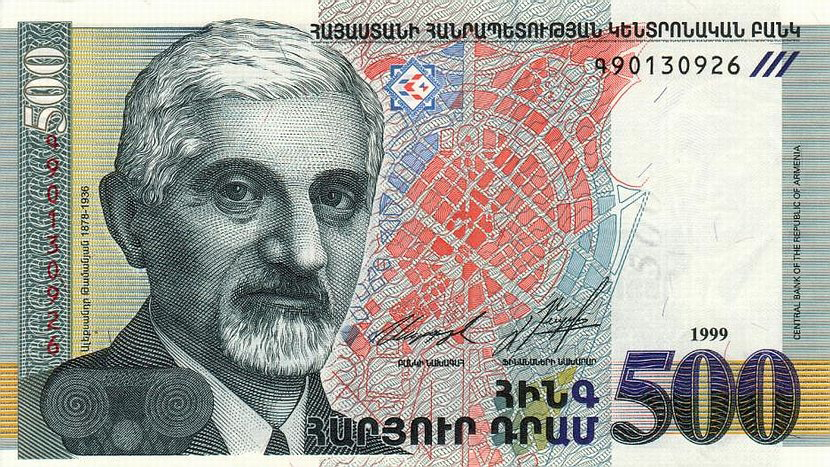
Alexander Tamanjan auf dem armenischen 500-Dram-Schein

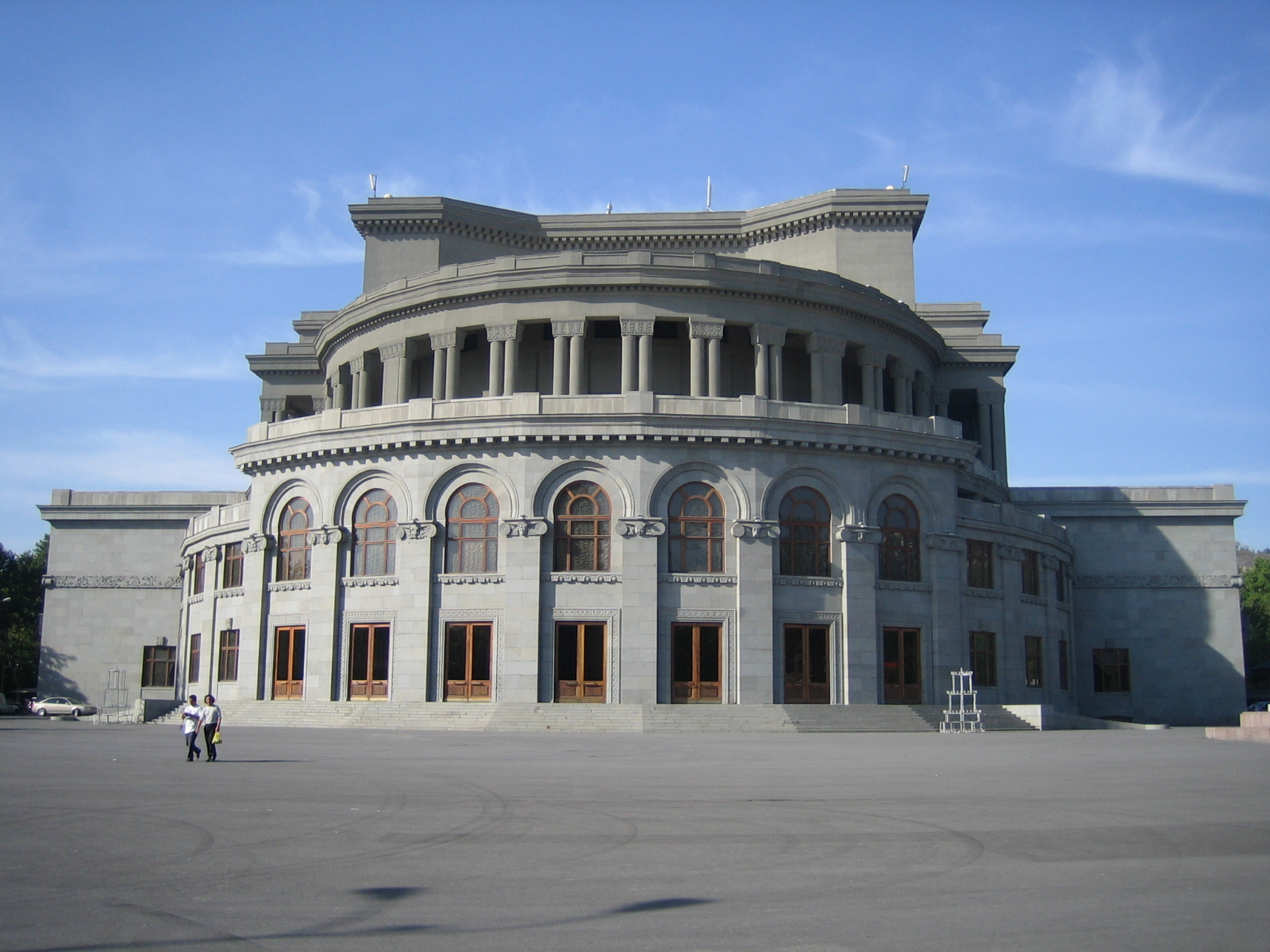
Opernhaus in Jerewan

Alexander Tamanjan (armenisch Ալեքսանդր Թամանյան, russisch Александр Иванович Таманян; * 4. März 1878 in Jekaterinodar; † 20. Februar 1936 in Jerewan, Armenische SSR) war ein neoklassizistischer Architekt, der das heutige Stadtbild von Jerewan maßgeblich geprägt hat.
Er graduierte 1904 an der Russischen Kunstakademie in Sankt Petersburg. Zu seinen frühen Werken gehören das  Schloss von W. P. Kotschubei in Puschkin, damals Zarskoje Selo, 1911–1912; das Haus von Fürst Sergei Alexandrowitsch Schtscherbatow am Nowinski-Boulevard in Moskau, 1911–1913.
1923 kehrte er nach Jerewan zurück, wo er den Ausbau der Stadt anführte. Als Leitender Ingenieur der Armenischen SSR und als Mitglied des Zentralen Exekutivrates der Armenischen SSR (1925–1936) zeichnete er für die städtebaulichen Entwicklungspläne von Leninakan (heute Gjumri) 1925, Nor-Bajaset (heute Gawar), Ahta-ahpara (beide 1927) und Etschmiadsin (1927–1928) verantwortlich. Tamanjan erstellte 1924 den ersten Generalplan für Jerewan. Zu seinen bekanntesten Gebäuden dort gehören das Wasserkraftwerk (ERGES-1, 1926), das Opern- und Ballett-Theater und der Republikplatz (1926–1941). Auch als Denkmalschützer trat Tamanjan in Erscheinung.